# 尤里·乌萨乔夫
尤里·弗拉基米罗维奇·乌萨乔夫（俄语：Юрий Владимирович Усачёв，1957年10月9日—）是一位俄罗斯退役宇航员，是俄罗斯第77位宇航员，世界第305位宇航员。他曾四次前往太空，七次进行舱外活动。

## 宇航员生涯
乌萨乔夫1957年10月9日出生于苏联俄罗斯苏维埃联邦社会主义共和国罗斯托夫州顿涅茨克，1975年于顿涅茨克的中学毕业，之后曾在苏军驻德集群服役，1985年于莫斯科航空学院毕业，然后在能源科研生产联合公司担任工程师，1989年被选拔进入宇航员队伍，接受了太空训练。

### 和平号空间站

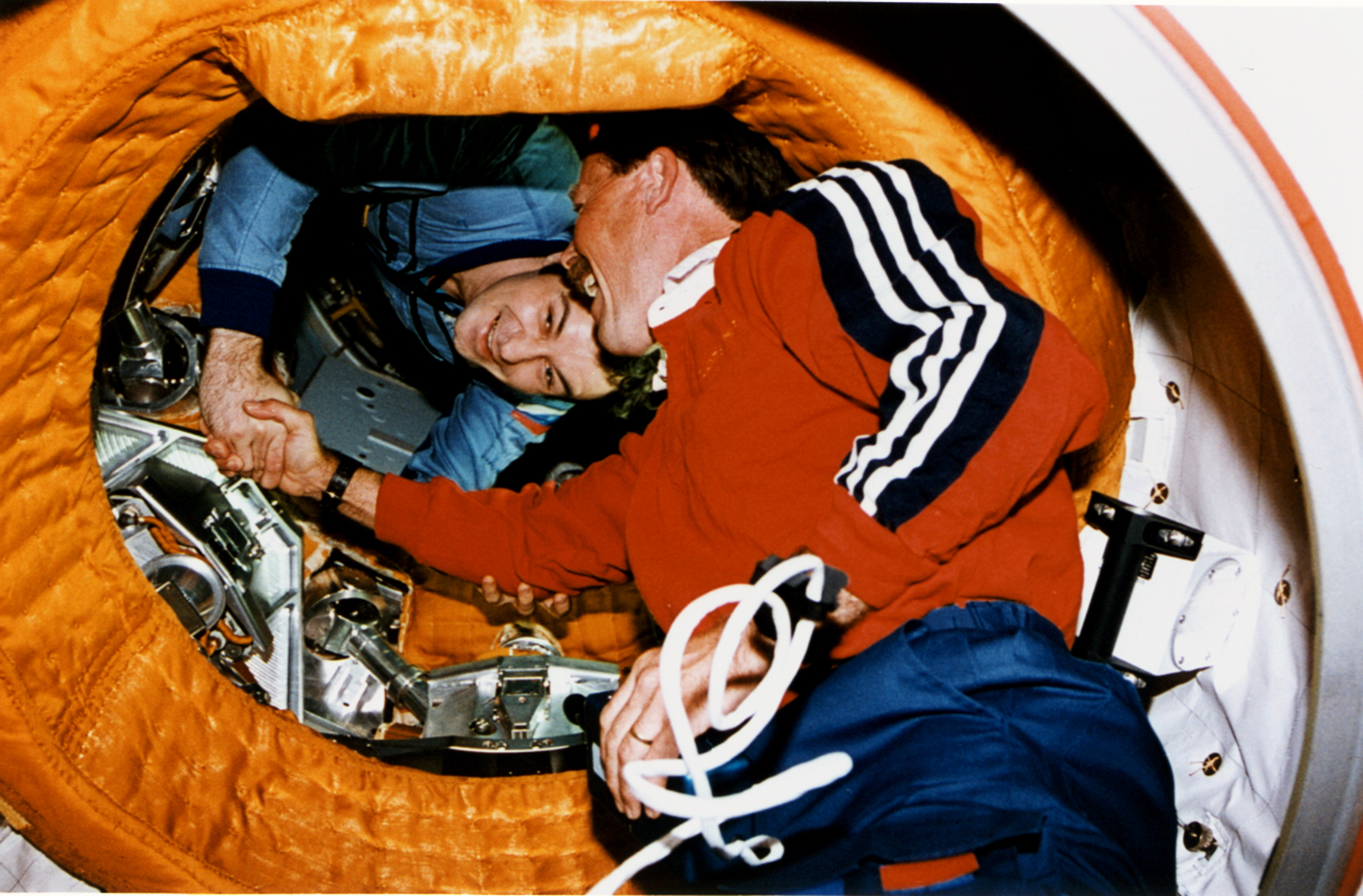
与STS-71指令长罗伯特·吉布森握手

1993年1月，乌萨乔夫担任和平号空间站第13次远征（联盟TM-16）后备机组飞行工程师（作为亚历山大·波列修克的后备）。1993年7月，乌萨乔夫担任和平号空间站第14次远征（联盟TM-17）后备机组飞行工程师（作为亚历山大·谢列布罗夫的后备）
1994年1月8日，乌萨乔夫以飞行工程师身份与俄罗斯宇航员维克托·阿法纳西耶夫、瓦列里·波利亚科夫搭乘联盟TM-18升空与和平号空间站对接，执行第15次远征任务，同年7月9日与阿法纳西耶夫返回地球。
1996年2月21日，乌萨乔夫以飞行工程师身份与俄罗斯宇航员尤里·奥努夫里延科搭乘联盟TM-23升空与和平号空间站对接，执行第21次远征任务，期间进行了六次舱外活动，同年9月2日两人与法国宇航员克洛迪·艾涅尔返回地球。

### 国际空间站

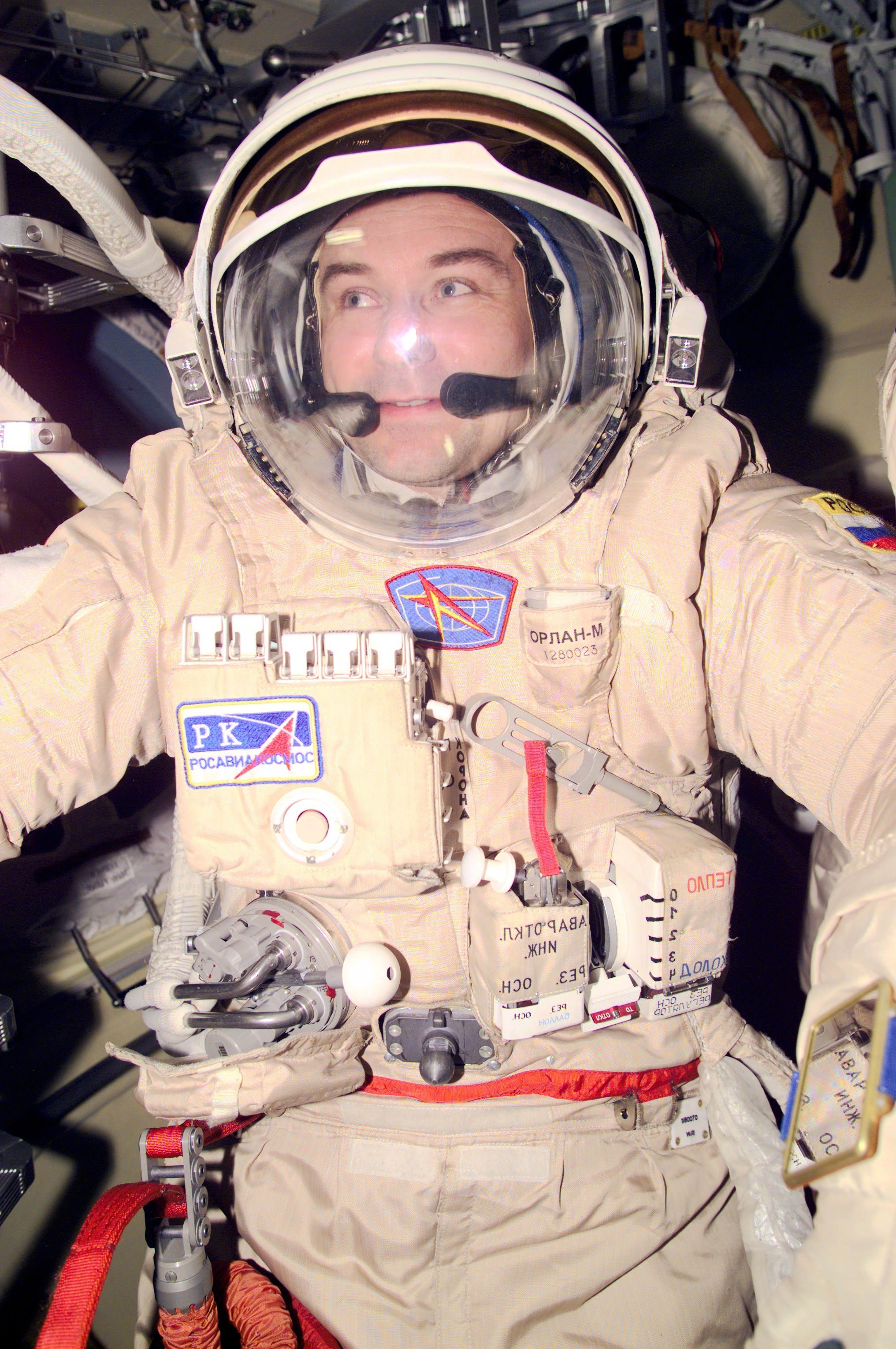
即将出舱进行舱外活动

2000年5月19日，乌萨乔夫搭乘亚特兰蒂斯号航天飞机（STS-101）升空，5月21日与国际空间站对接，5月29日返回地球。
2001年3月8日，乌萨乔夫搭乘发现号航天飞机（STS-102）升空，3月10日与国际空间站对接，以空间站指令长身份与美国宇航员詹姆斯·沃斯、苏珊·赫尔姆斯一同执行远征2任务，期间进行了一次舱外活动，8月22日乘发现号航天飞机（STS-105）返回地球。

### 太空任务总计
| # | 发射载具  | 发射时间（UTC）       | 任务代号 | 返回载具  | 着陆时间（UTC）       | 时长总计      | 舱外活动次数 | 舱外活动时长 |
| - | --------- | --------------------- | -------- | --------- | --------------------- | ------------- | ------------ | ------------ |
| 1 | 联盟TM-18 | 1994年1月8日10时4分   | EO-15    | 联盟TM-18 | 1994年7月9日10时32分  | 182日0时27分  | 0            | 0            |
| 2 | 联盟TM-23 | 1996年2月12日12时34分 | EO-21    | 联盟TM-23 | 1996年9月2日7时41分   | 193日19时7分  | 6            | 30时30分     |
| 3 | STS-101   | 2000年5月19日10时11分 |          | STS-101   | 2000年5月29日6时20分  | 9日20时8分    | 0            | 0            |
| 4 | STS-102   | 2001年3月8日11时42分  | 远征2    | STS-105   | 2001年8月22日18时22分 | 167日6时40分  | 1            | 0时19分      |
|   |           |                       |          |           |                       | 552日22时23分 | 7            | 30时50分     |

太空行走统计
| #      | 日期（UTC）   | 同伴              | 持续时长 |
| ------ | ------------- | ----------------- | -------- |
| 1      | 1996年3月15日 | 尤里·奥努夫里延科 | 5时51分  |
| 2      | 1996年5月20日 | 尤里·奥努夫里延科 | 5时20分  |
| 3      | 1996年5月24日 | 尤里·奥努夫里延科 | 5时43分  |
| 4      | 1996年5月30日 | 尤里·奥努夫里延科 | 4时20分  |
| 5      | 1996年6月6日  | 尤里·奥努夫里延科 | 3时34分  |
| 6      | 1996年6月13日 | 尤里·奥努夫里延科 | 5时42分  |
| 7      | 2001年6月8日  | 詹姆斯·沃斯       | 0时19分  |
| 总时长 | 总时长        | 总时长            | 30时50分 |

## 荣誉
- 俄罗斯联邦英雄（1994年8月18日）
- 二级祖国功勋勋章（2002年4月10日）
- 三级祖国功勋勋章（1996年10月16日）
- 太空探索优异奖章（2011年4月12日）
- 荣誉军团骑士勋位（1997年，法国）
- 俄罗斯联邦宇航员（1994年8月18日）
- 太空飞行奖章（NASA）
- 杰出公共服务奖章（英语：NASA Distinguished Public Service Medal）（NASA）
- 阿塔曼·普拉托夫勋章（俄语：Орден Атамана Платова）（2012年，罗斯托夫州）